# Салито-Вале (Салерно)
Салито-Вале (итал. Salitto-Valle) је насеље у Италији у округу Салерно, региону Кампанија.
Према процени из 2011. у насељу је живело 1557 становника. Насеље се налази на надморској висини од 337 м.